# جان گولسریان
جان گولسِریان (انگلیسی: John Guleserian؛ زادهٔ ۷ آوریل ۱۹۷۶) یک فیلم‌بردار اهل ایالات متحده آمریکا است.
او دانش‌آموختهٔ «دانشکدهٔ کلمبیا در شیکاگو» و «هنرستان فیلم اِی‌اف‌آی در لس آنجلس» (متعلق به بنیاد فیلم آمریکا) است.
از فیلم‌ها یا مجموعه‌های تلویزیونی که وی در آن‌ها نقش داشته است می‌توان به برابرها و پیش از آنکه برویم اشاره نمود.